# Зеленский, Михаил Владимирович
Михаи́л Влади́мирович Зеле́нский (7 сентября 1975, Москва — 11 января 2022, Пунта-Кана, Ла-Альтаграсия) — российский журналист и телеведущий. Член Академии российского телевидения (2017).

## Биография
Родился 7 сентября 1975 года в Москве в семье военнослужащего, вследствие чего неоднократно в детстве переезжал и окончил школу в Хабаровске.
В 1992 году успешно поступил сразу в два учебных заведения — в Хабаровский медицинский институт и Хабаровский институт физической культуры на факультет «спортивный менеджмент». Во время учёбы получил спортивный разряд «Кандидат в мастера спорта» (КМС) по фигурному катанию. Обучение совмещал с работой диджеем на радиостанции «Радио А».
В 1996 году поступил в Московский институт повышения квалификации работников телевидения и радиовещания (ныне — Академия медиаиндустрии) на курсы телерадиоведущих. Заочно окончил факультет журналистики Московского государственного университета.
С 1997 года работал ведущим на «Радио России Ностальжи». Затем вёл выпуски новостей на телеканале «ТВ Центр».
В 1999—2001 годах был ведущим выпусков программы «Вести» на телеканалах «РТР» и «Культура».
С 12 февраля 2001 по 11 февраля 2011 года был ведущим программы «Вести-Москва». С 2006 по 2011 год также являлся ведущим линейного эфира телеканала «Вести», затем переименованного в «Россия 24».
В 2002—2004 годах принимал участие в сезонах российской версии телеигры «Форт Боярд» на телеканале «Россия». Участник и серебряный призёр второго сезона проекта «Танцы на льду» (2007), также был ведущим специальной программы-приложения «Танцы на льду. Взгляд изнутри» для телеканала «Спорт».

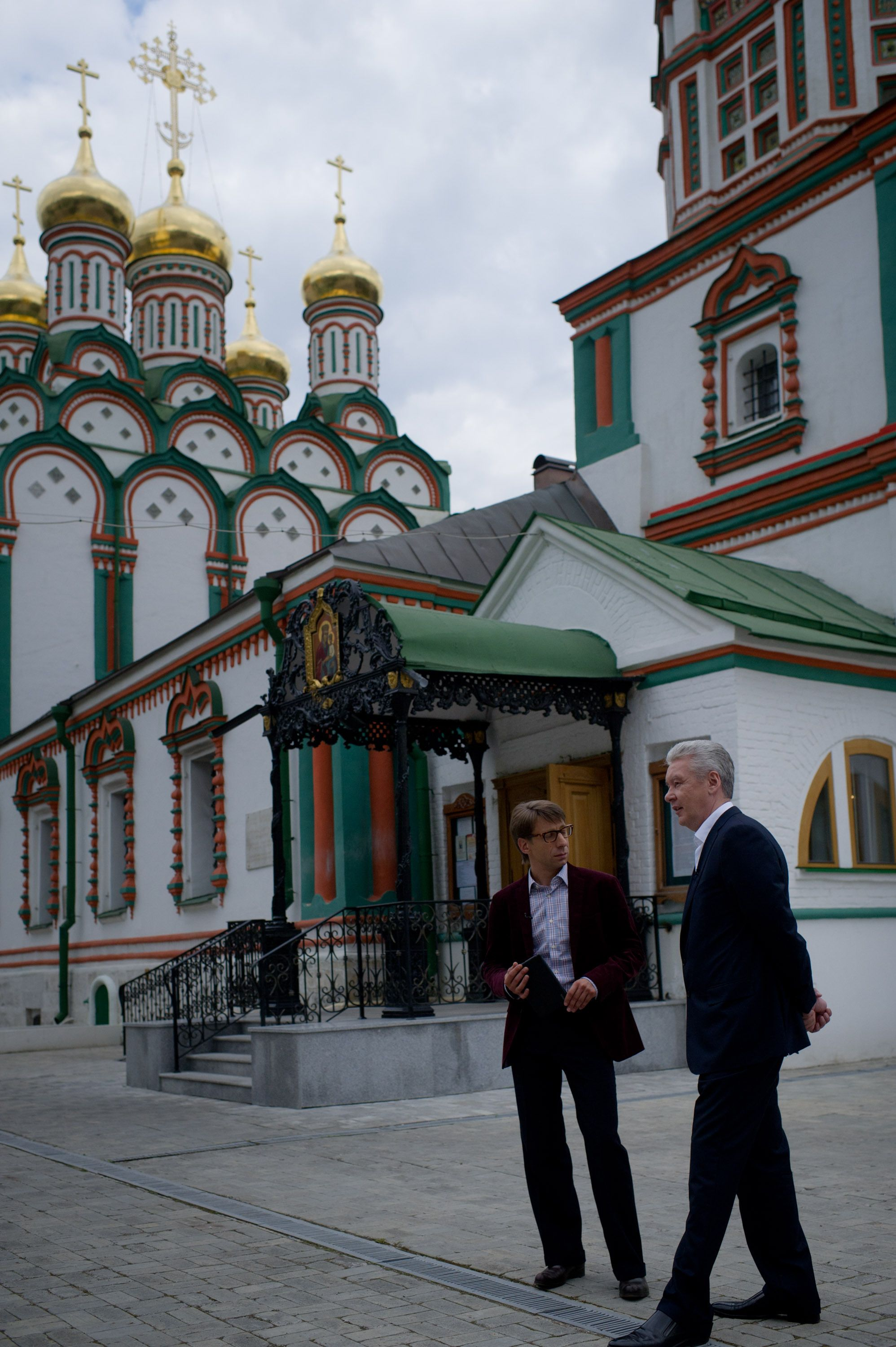
Михаил Зеленский в 2013 году

С 4 апреля 2011 по 30 апреля 2013 года был ведущим ток-шоу «Прямой эфир».
13 мая 2013 года вернулся ведущим в программу «Вести-Москва» — выпуск в 19:35 получил название «Вести-Москва» с Михаилом Зеленским и статус авторской программы.
1 июня 2013 года стал одним из ведущих праздничного концерта детско-юношеского телеканала «Карусель», посвященного Дню защиты детей в ВВЦ. В закулисье давал эксклюзивные интервью у участников концерта.
7 октября 2013 года стал одним из факелоносцев эстафеты олимпийского огня зимних Олимпийских игр 2014 года на её этапе в Москве. Во время прохождения дистанции вёл прямой эфир по телефону.
С 23 марта по 29 июня 2014 года и с 11 сентября 2016 по 26 декабря 2021 года был ведущим программы «Вести-Москва. Неделя в городе» (с 2016 года — «Неделя в городе»).
В 2015 году стал автором документального фильма «Валаам. Остров спасения».
С 28 октября 2016 по 23 апреля 2021 года был ведущим программы «Билет в Большой» на телеканале «Россия-Культура». С 4 сентября 2017 по 30 декабря 2021 года являлся обозревателем телеканала, ведущим программы «Новости культуры».
Преподавал в Высшей школе телевидения «Останкино» и проводил регулярные мастер-классы в Школе журналистики имени Владимира Мезенцева Центрального дома журналиста.

### Смерть и похороны
Скоропостижно скончался на 47-м году жизни в ночь с 11 на 12 января 2022 года по московскому времени.
Ведущий вместе с супругой отдыхал в Пунта-Кане (Доминиканская Республика). Там на курорте его в тяжёлом состоянии успели довезти до больницы, где он умер, несмотря на усилия врачей. Официальная причина смерти — сердечный приступ (инфаркт миокарда), вызванный хроническими заболеваниями сердечно-сосудистой системы. 18 января 2022 года тело было доставлено из Пунта-Каны в Москву.
Церемония прощания и отпевание прошли 19 января 2022 года в похоронном доме «Троекурово». Похоронен на Троекуровском кладбище (20 участок — Аллея журналистов) рядом с могилами Игоря Корнелюка, Анатолия Лысенко и Сергея Доренко.

## Семья
- Первая жена — Ольга Дробина, бывшая одноклассница (2003—2007)[40].
- Вторая жена — Елена Грушина, тренер по фигурному катанию, бывшая фигуристка (2008—2014).
  - В конце 2008 года она родила дочь Софью.
  - В 2012 году в семье появилась вторая дочь Полина[41].
- Третья жена — Мила Рубинчик, психолог, автор YouTube-канала «Прокрастинатор» (2018—2022)[42].
- Сестра — Анна Зеленская, тренер по фигурному катанию, фигуристка (2008—2018).

## Признание
- Лауреат Премии города Москвы в области журналистики (2018) — за освещение главных событий столицы в информационной программе «Неделя в городе»[43].
- Победитель конкурса «Москва Медиа» в номинации «лучший телеведущий» (2011)[44].